# Girolamo Farnese
Girolamo Farnese (Parma, 30 de setembro de 1599 - Roma, 18 de fevereiro de 1668) foi um cardeal do século XVIII

## Biografia
Nasceu em Parma em 30 de setembro de 1599. Dos duques de Latera. Filho de Mario Farnese, duque de Latera e Farnese, e Camilla Meli Lupi.
Estudou na Universidade de Parma.
Camareiro de Honra do Papa Paulo V. Referendário dos Tribunais da Assinatura Apostólica da Justiça e da Graça. Abade commendatario de S. Lorenzo, Novara.
Eleito arcebispo titular de Patras, em 11 de abril de 1639. Consagrado na terça-feira de Páscoa, 26 de abril de 1639, na patriarcal basílica do Vaticano, Roma, por Giovanni Battista Scannaroli, bispo titular de Sidonia, auxiliado por Tommaso Carafa, ex-bispo de Volturara, e por Giovanni Battista Altieri, ex-bispo de Camerino. Núncio na Suíça, 1639-1643. Secretário da SC dos Bispos e Regulares, 1643 ou 1644. Governador de Roma e vice-camerlengo da Santa Igreja Romana, 7 (ou 11) de outubro de 1650. Prefeito do Palácio Apostólico e governador de Castelgandolfo, 16 de julho de 1655.
Criado cardeal e reservado in pectore no consistório de 9 de abril de 1657; publicado no consistório de 29 de abril de 1658; recebeu o gorro vermelho e o título de S. Agnese fuori le mura, em 6 de maio de 1658. Legado em Bolonha, 1658-1662. Prefeito interino do Tribunal da Assinatura Apostólica na ausência do Cardeal Flavio Chigi. Participou do conclave de 1667, que elegeu o Papa Clemente IX.
Morreu em Roma em 18 de fevereiro de 1668. Exposto e enterrado na igreja de Santissimo Nome di Gesù, Roma.